# Метте Местад
Метте Местад (норв. Mette Mestad нар. 19 листопада 1958) — норвезька біатлоністка, володарка Великого кришталевого глобусу в сезоні 1982/1983. 

## Виступи на чемпіонатах світу
| Рік  | Місце проведення | Інд | Спр | Пр | МС | Ест |
| 1984 | Шамоні           | 17  | 8   |    |    |     |
| 1985 | Егг-ам-Етцель    | 18  | 8   |    |    |     |
| 1986 | Фалун            | 12  |     |    |    |     |

## Загальний залік в Кубку світу
- 1982-1983 — -е місце